# إبراهيم الباز (ممثل مصري)
إبراهيم الباز (مواليد 27 اغسطس 1972 في المنصورة)، هو ممثل مصري.

## من أعماله
- أسمهان (مسلسل) 2008.
- ملح الأرض (مسلسل) 2004.
- فارس بلا جواد (مسلسل) 2002.
- عيال محظوظة (مسلسل) 2001.